# Bob Roll

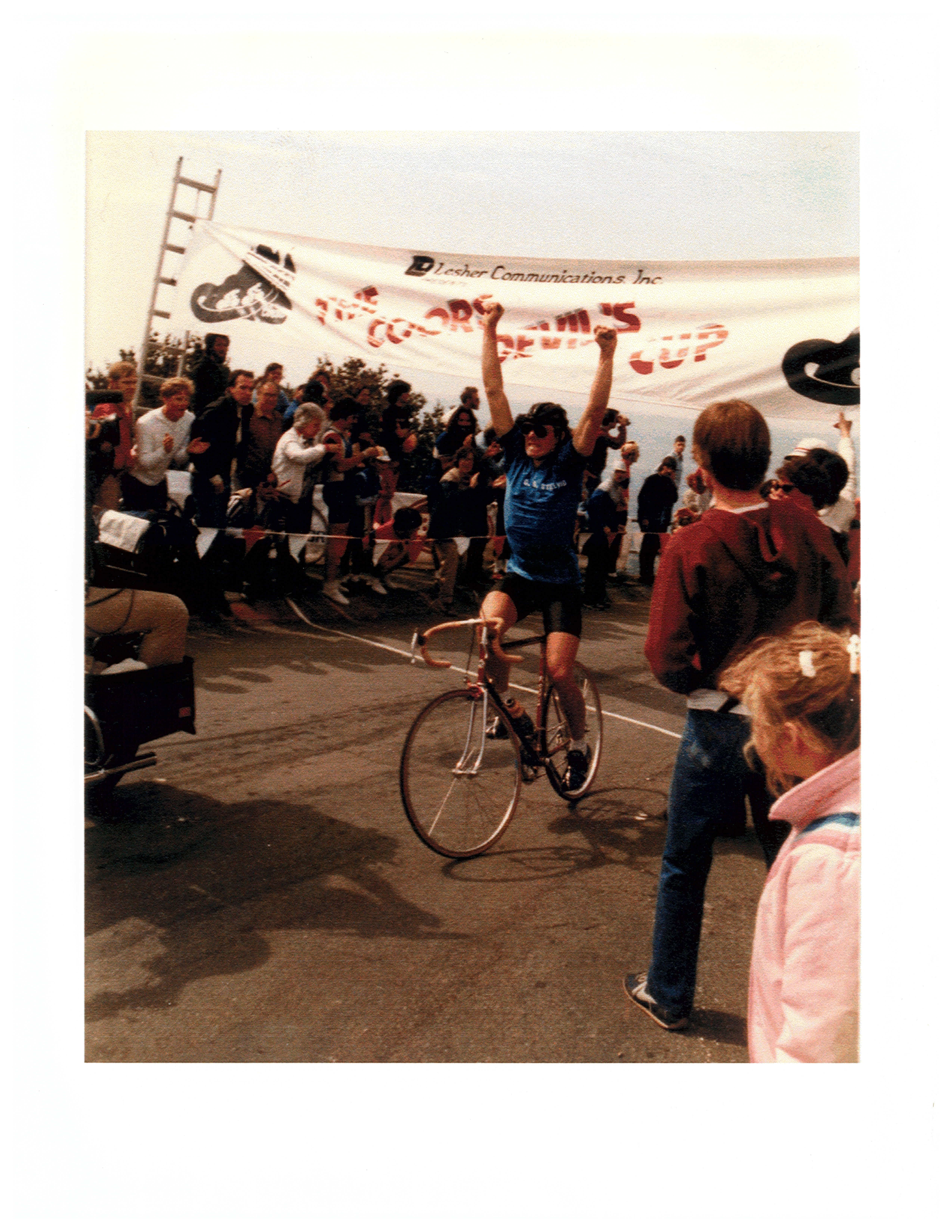
Bob Roll (2008)

Bob Roll (* 7. Juli 1960 in Oakland) ist ein ehemaliger US-amerikanischer Radrennfahrer und Autor.

## Sportliche Laufbahn
Als Amateur gewann er eine Etappe im Coors International Bicycle Classic 1985.
Von 1986 bis 1995 war er als Berufsfahrer in Radsportteams wie 7-Eleven aktiv. In seinem Team war er Helfer für verschiedenen Kapitäne, darunter Lance Armstrong und Greg LeMond. Er gewann einige Etappen in kleineren Etappenrennen und Eintagesrennen in den USA. 1988 siegte er auf einem Tagesabschnitt der Tour de Romandie.
Die Tour de France fuhr er dreimal. 1986 wurde er 63. und 1990 132. der Gesamtwertung, 1987 schied er aus. Im Giro d’Italia wurde er 1985 78., 1988 61. und 1989 114. des Endklassements. Er bestritt alle Rennen der Monumente des Radsports mindestens einmal.
Roll bestritt bis 1998 professionell Mountainbikerennen.

## Berufliches
Nach seiner aktiven Laufbahn war er als Autor und Radsportkommentator im Fernsehen tätig. Roll ist Autor des Buches „Bobkes Welt“, Covadonga Verlag, Bielefeld, 2003, ISBN 978-3-936973-25-9. Der Titel verweist auf seinen Spitznamen „Bobke“.